# SD Lemona
Sociedad Deportiva Lemona war ein spanischer Fußballverein aus Lemoa in der Provinz Bizkaia im Baskenland. Der Verein wurde im Jahr 1923 gegründet und wurde 2012 wegen finanzieller Probleme aufgelöst.

## Geschichte
Sociedad Deportiva Lemona wurde 1923 gegründet. Obwohl der Verein aus einem kleinen Ort mit nur etwa 3000 Einwohnern stammte, schaffte er es, mit dem Unternehmen Cementos Lemona einen guten Sponsor zu gewinnen, was wohl auch daran lag, dass das Unternehmen auch in Lemoa einen Standpunkt hat. Deswegen bekam der Verein den Spitznamen Cementeros. Trotz der Namensänderung des Ortes von Lemona zu Lemoa, was der baskische Name ist, behielt der Verein den alten Ortsnamen im Vereinsnamen, was auch an seiner Verbindung zu Cementeros Lemona lag.
1977 schaffte der Verein erstmals den Aufstieg in die Tercera División, nachdem er vorher nur in regionalen Ligen gespielt hatte. 1985 stieg er wieder ab, stieg jedoch direkt wieder auf und schaffte in der Saison 1987/88 sogar den erstmaligen Aufstieg in die Segunda División B.
Lemona konnte sich 12 Jahre lang in der Liga halten und schaffte 1997 sogar die Qualifikation für die Playoffs zur Segunda División B, scheiterte dort jedoch an Sporting Gijón B, Xerez CD und UDA Gramenet.
Nach dem Abstieg 1999 in die Tercera División scheiterte der Verein jedes Mal in den Playoffs am Aufstieg, bis er 2004 den Wiederaufstieg schaffte. Danach konnte der Verein gute Platzierungen erzielen, schaffte es sogar fast noch einmal in die Aufstiegsplayoffs. In der Saison 2011/2012 stieg der Verein wieder ab, doch es kam noch schlimmer, denn der Verein musste sich aufgrund von finanziellen Schwierigkeiten am 7. Juli 2012 auflösen.